# 板橋区立志村第五中学校
板橋区立志村第五中学校（いたばしくりつ しむらだいごちゅうがっこう）は、東京都板橋区にある区立の中学校。通称「志村五中」「志五中」。

## 沿革
- 1983年4月1日 - 後藤敏夫初代校長就任、開校、校章制定[1]
- 1983年6月6日 - 開校記念日[1]
- 1984年3月19日 - 校歌制定[1]
- 2015年4月1日 - 上倉敏郎第9代校長就任[1]
- 2015年4月1日 - 関一彦第10代校長就任[1]
- 2023年4月1日 - 標準服改訂（予定）[1]

## 教育目標
- 自ら考え行動し、進んで学ぶ人[2]
- 思いやりの心をもち、社会に貢献できる人[2]
- 豊かな情操と体力をはぐくみ、心身ともに健康な人[2]

## アクセス
- 都営三田線 志村三丁目駅（徒歩8分）[3]
- 埼京線 浮間舟渡駅（徒歩17分）[3]

## 出身者
- 山崎賢人 - 俳優
- 長瀬結星 - アイドル